# 熊本県立熊本はばたき高等支援学校
熊本県立熊本はばたき高等支援学校（くまもとけんりつ くまもとはばたきこうとうしえんがっこう、英: Kumamoto Habataki Special Needs High School）は、熊本県熊本市東区に所在する高等部単独の特別支援学校。2019年に開校した。

## 概要
校訓は「学ぶ　つながる　やり抜く」であり、知的障害のある生徒を対象としている。通学は自宅や施設等から行うことが前提となっており、寄宿舎や通学バスは設けられていない。2年生および3年生は「職業自立コース」「職業コース」「社会コース」「生活コース」の4つのコースに分かれて学習を行っている。
本校は、災害発生時に障がいのある児童・生徒やその家族を受け入れる「福祉子ども避難所」に指定されている。

## 生徒数
27学級、計209名

## 沿革
- 2017年3月 - 校名を「熊本はばたき高等支援学校」に決定。
- 2018年4月1日 - 熊本県教育庁教育指導局特別支援教育課内に新校整備班設置。
- 2018年8月1日 - 熊本県立熊本はばたき高等支援学校設置。開校準備室を熊本県立熊本聾学校内に設置。
- 2019年4月1日 - 熊本県立熊本はばたき高等支援学校開校。職員47人（校長、教頭、事務長、教諭24人、講師12人、養護教諭2人、事務職員等4人、実習教師2人）。
- 2019年4月9日 - 第1回入学式（新入生72人：男子46人、女子26人）。一般学級13学級（生徒数110人）。
- 2019年9月26日 - 新校舎竣工。
- 2019年11月5日 - 新校舎での授業開始。
- 2019年12月1日 - 開校記念式典。
- 2020年3月13日 - 第1回卒業式（卒業生19人：男子14人、女子5人）[4]。

## 施設概要
- 鉄筋コンクリート造　（一部鉄骨鉄筋コンクリート造）4階建て
- 建築面積　3,240㎡
- 延床面積　8,749㎡[5]

## 所在地
〒862－0901　熊本県熊本市東区東町3丁目14番3号

## 周辺施設
- 熊本県立盲学校
- 熊本県立第二高等学校
- 熊本市立東町中学校